# Smoke Rise
Smoke Rise – jednostka osadnicza w Stanach Zjednoczonych, w stanie Alabama, w hrabstwie Blount.